# 10442 Бізензо
10442 Бізензо (10442 Biezenzo) — астероїд головного поясу.
Тіссеранів параметр щодо Юпітера — 3,171.